# Хаммам, Имаан
Имаан Хаммам (нидерл. Imaan Hammam; род. 5 октября 1996 года) — голландская фотомодель египетского и марокканского происхождения.

## Карьера
Имаан Хаммам родилась в Амстердаме, её отец родом из Египта, а мать — из Марокко. Хаммам была найдена на центральном вокзале Амстердама, агентом модельного агентства CODE Management в 2010 году. В 2013 году её агентство пригласило в Париж вместе с VIVA Model Management, и ей была предоставлена особая честь открыть эксклюзивное шоу на показе Givenchy. После чего она стала появляться на обложках американского, итальянского и французского Vogue. Анне Винтур нравится Хаммам, и она упомянула модель в письме своего редактора, когда та появилась впервые в журнале. У Хаммам подписан контракт с DNA Model Management в Нью-Йорке, VIVA Model Management в Париже, Лондоне и Барселоне, Why Not Model Management в Милане и CODE Management в Амстердаме.
Хаммам проходила по подиумам для Burberry, Alexander McQueen, Maison Margiela, Givenchy, Marc Jacobs, Prada, Michael Kors, Moschino, Chanel, DKNY, Jean Paul Gaultier, Hugo Boss, Stella McCartney, Oscar de la Renta, Dolce & Gabbana, Alberta Ferretti, Derek Lam, Ralph Lauren, Carolina Herrera, Thierry Mugler, rag+bone, Roberto Cavalli, Valentino, Balenciaga, Hermés, Tommy Hilfiger, Diane Von Furstenberg, Anna Sui, Vera Wang, Versace, Fendi, Proenza Schouler, Tom Ford, и Dior.
Она начала появляться в рекламных компаниях для Céline, Givenchy, DKNY, Coach, Giorgio Armani, Tiffany & Co., Calvin Klein, Shiseido, H&M, Topshop,  Scotch & Soda.
В апреле 2016 года Хаммам выиграла конкурс моделей Magazine's Model of the Year competition. Она получила больше половины зрительского голосования против тяжеловесов Лаки Блю Смит и Беллы Хадид.

## Личная жизнь
Я наполовину марокканка, наполовину Египтянка, и я родилась в Амстердаме. Я мусульманка, и обладаю превосходным наследием и своими корнями. Я хочу стать образцом для подражания для молодых девушек, которые борются с расизмом или с их внешностью и цветом кожи. Моим примером была Наоми Кэмпбелл, на которую я смотрела как на чёрную чудо женщину. Но не так уж и много арабских моделей, и будучи афро-арабской моделью, я пытаюсь открыть двери для большего числа арабских девушек.